# Johann Rump

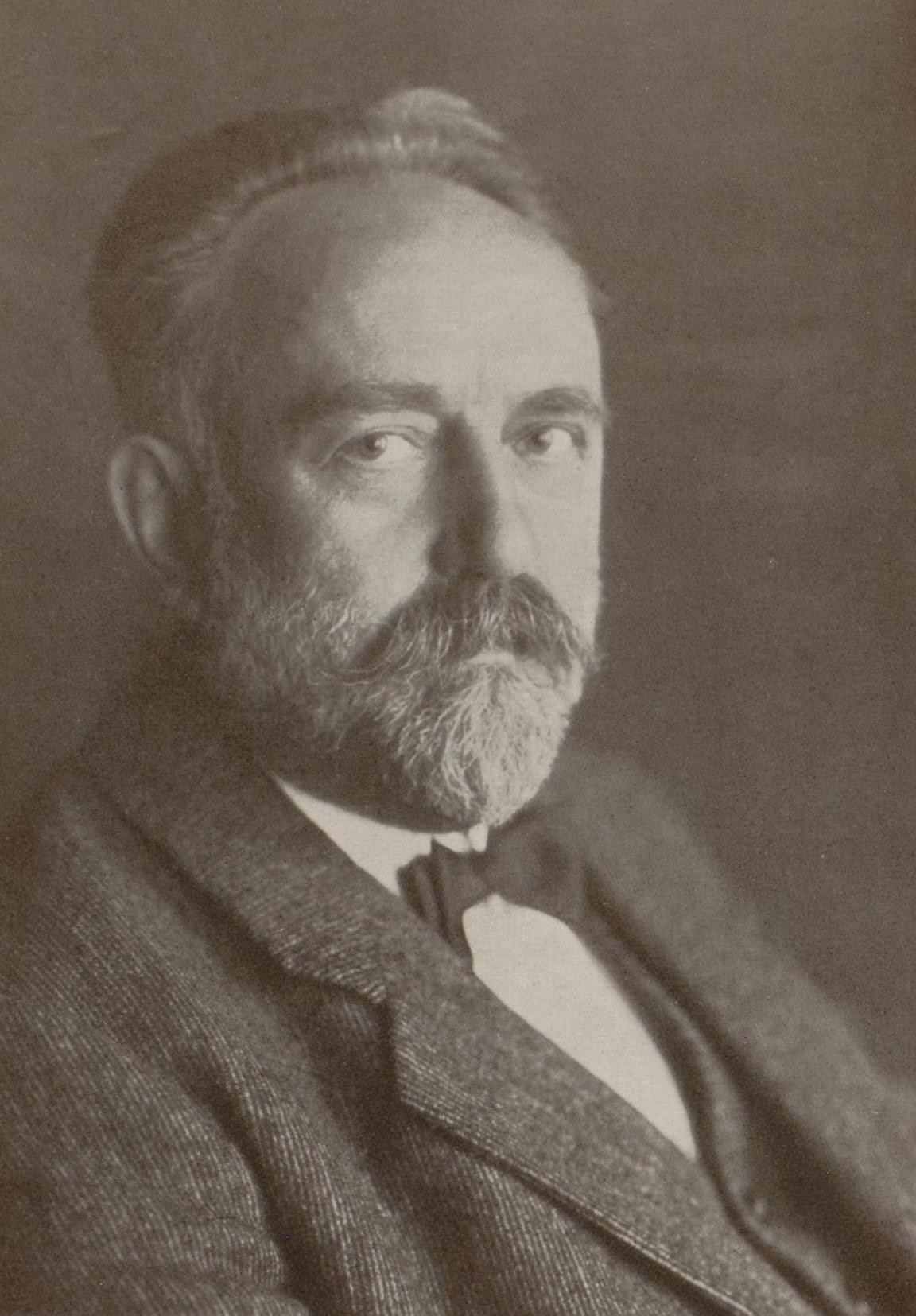
Johann Rump, um 1934

Johann Rump, auch: Diedrich-Johann Rump, Johann Diedrich Rump, Pseudonym: Nathanael Jünger (* 23. Oktober 1871 in Hamburg als Heinrich Carl Dietrich Johann Rump; † 29. September 1941 in Potsdam) war ein deutscher protestantischer Geistlicher und Schriftsteller. 

## Leben
Johann Rump studierte von 1892 bis 1896 Evangelische Theologie und Philosophie an den Universitäten in Tübingen, Halle an der Saale und Kiel. 1897 promovierte er an der Universität Jena mit einer Dissertation über Philipp Melanchthon zum Doktor der Philosophie. Ab 1899 wirkte er als Diaconus, später als Pastor an der Evangelischen Kirche St. Stephani in Langensalza, ab 1902 als Pfarrer an der Evangelischen Kirche St. Jacobi in Bremen-Seehausen, ab 1913 als Pfarrer an der evangelischen Heilige-Geist-Kirche in Berlin-Moabit und von 1933 bis 1936 an der Friedenskirche in Potsdam. Johann Rump gehörte ab 1932 den Deutschen Christen an, einer den Nationalsozialisten nahestehenden Bewegung innerhalb des deutschen Protestantismus.
Johann Rump veröffentlichte neben einer Reihe von Sammlungen von Predigten von eigener und fremder Hand unter dem Pseudonym "Nathanael Jünger" auch erzählende Werke. Diese hatten häufig das protestantische Gemeindeleben zum Thema, waren aber nach 1914 zunehmend von Rumps deutschnationaler, rassistischer und antisemitischer Einstellung geprägt. Trotz der Nähe des Autors zur NSDAP wurde 1938 sein Roman Der Pfarrer von Hohenheim (später erschienen unter dem Titel ... und hätte der Liebe nicht) auf die Liste des schädlichen und unerwünschten Schrifttums gesetzt.
Seine Grabstätte befindet sich auf dem Südwestkirchhof Stahnsdorf.

## Werke
- Melanchthons Psychologie, Kiel 1897
- Hast du den rechten Glauben?, Altenburg, S.-A. 1901
- "Deine Zeugnisse sind mein ewiges Erbe", Halle a.S. [u. a.]
  - 1 (1902)
  - 2 (1903)
- "Folge du mir nach!, Altenburg
  - 1 (1904)
  - 2 (1904)
- Heimgefunden, Dresden 1905 (unter dem Namen Nathanael Jünger)
- Ungehaltene Predigten eines Altmodischen, Halle a.S. 1905 (unter dem Namen Nathanael Jünger)
- Himmelsstrahlen in Erdendunkel, Leipzig 1906 (unter dem Namen Nathanael Jünger)
- Vermessener Wahn und vergessene Wahrheit, Leipzig 1906 (unter dem Namen Nathanael Jünger)
- "Herr, was willst Du, daß ich tun soll?", Leipzig
  - 1 (1907)
  - 2 (1907)
- Hof Bokels Ende, Wismar i. Meckl. 1908 (unter dem Namen Nathanael Jünger)
- Heidekinds Erdenweg, Wismar i. Meckl. 1909 (unter dem Namen Nathanael Jünger)
- Die drei Johannesbriefe in religiösen Betrachtungen für das moderne Bedürfnis, Gütersloh 1910
- "Du bist Christus, der Sohn des lebendigen Gottes", Wismar
  - 1 (1910)
  - 2 (1910)
- Pastor Ridgerodts Reich, Wismar 1910 (unter dem Namen Nathanael Jünger)
- Der Pfarrer von Hohenheim, Wismar i. Meckl. 1910 (unter dem Namen Nathanael Jünger)
- Du mein lieb Heimatland. Heimaterde. Roman von der deutschen Wasserkante., Wismar 1911 (unter dem Namen Nathanael Jünger)
- Das Johannesevangelium in religiösen Betrachtungen für das moderne Bedürfnis, Gütersloh 1911
- Der Prophet Jesaja in religiösen Betrachtungen für das moderne Bedürfnis, Gütersloh 1912
- Das 2. bis 5. Buch Mose in religiösen Betrachtungen für das moderne Bedürfnis, Gütersloh 1912
- "... die Größte unter ihnen", Wismar 1913 (unter dem Namen Nathanael Jünger)
- J. C. Rathmann & Sohn, Wismar 1913 (unter dem Namen Nathanael Jünger)
- Als die lebendigen Steine, Basel
  - 1 (1914)
- In seinen Händen, Basel
  - 1 (1914)
- "Jesu, hilf siegen!", Leipzig 1914
- "Unter den ewigen Armen!", Leipzig 1914
- "Gott ist unsere Zuversicht!", Leipzig 1915
- Krieg und Kind, Leipzig 1915
- Die lieben Vettern, Wismar 1915 (unter dem Namen Nathanael Jünger)
- Um Heil und Frieden, Leipzig 1915
- Krieg und König, Leipzig 1916
- Krieg und Kreuz, Leipzig 1916
- "Revanche!", Wismar 1916 (unter dem Namen Nathanael Jünger)
- Deutsches Heldenleben an der Front, Wismar i.M. 1917
- Joachim Kronbergs verborgene Sendung, Wismar 1918 (unter dem Namen Nathanael Jünger)
- Paul Reichsgraf von Hoensbroech als "Gefolgsmann der Hohenzollern", Leipzig 1919
- Pfarrhausgeschichten, Wismar i.M. 1919 (unter dem Namen Nathanael Jünger)
- Die drei Johannesbriefe in religiösen Betrachtungen für das moderne Bedürfnis, Gütersloh 1920
- Volk in Gefahr!, Wismar i.M. 1921 (unter dem Namen Nathanael Jünger)
- "Tubingia sei's Panier", Wismar 1922 (unter dem Namen Nathanael Jünger)
- Frauen, Wismar 1924 (unter dem Namen Nathanael Jünger)
- Die Klosterdamen von Marienhöhe, Wismar i. Meckl. 1924 (unter dem Namen Nathanael Jünger)
- Rodenkampp Söhne. Deutscher Kolonialroman aus Bremens Vergangenheit und Zukunft. Wismar in Meckl. 1924 (unter dem Namen Nathanael Jünger)
- "Kaufmann aus Mülheim", Wismar 1925 (unter dem Namen Nathanael Jünger)
- Das göttliche Ich, Wismar 1927 (unter dem Namen Nathanael Jünger)
- Wie die Pfarre in Wienlingen zu drei Bräuten kam, Wismar i.M. 1927 (unter dem Namen Nathanael Jünger)
- "... in tiefster Seele treu", Wismar 1928 (unter dem Namen Nathanael Jünger)
- Kuddelmuddel, Leonidas und Zopf, Wismar i. Meckl. 1929 (unter dem Namen Nathanael Jünger)
- Willibald Geistaller und sein Haus, Leipzig 1930 (unter dem Namen Nathanael Jünger)
- Aus den zwölf Körben, Schwerin 1931
- Der Retter ist da!, Elberfeld 1938 (unter dem Namen Nathanael Jünger)
- In Gottes Gehorsam, Baden-Baden 1939 (unter dem Namen Nathanael Jünger)
- Jüngertum, Baden-Baden 1939 (unter dem Namen Nathanael Jünger)

## Herausgeberschaft
- Passion und Ostern in eiserner Zeit, Leipzig 1918